# گهرماله
گهرماله (به انگلیسی: Gharmala) یک روستا در پاکستان است که در ناحیه جهلم واقع شده‌است. گهرماله ۵٬۰۰۰ نفر جمعیت دارد و ۲۲۹ متر بالاتر از سطح دریا واقع شده‌است.